# Genus (könsbegrepp)
Genus (engelska gender), även socialt kön, är ett begrepp som används för att urskilja vad som formar kvinnors och mäns sociala beteende. Genus kan förstås som ett socialt konstruerat klassifikationssystem som delar in människor i två kategorier, kvinnor och män. Klassifikationssystemet förknippar dessa kategorier med olika uppsättningar beteendemässiga, kulturella, psykologiska och sociala egenskaper och handlingsmönster. Genus kan också samtidigt förstås som den sociala process som tillskriver såväl människor och institutioner kollektiva maskulina respektive feminina könsegenskaper.
Begreppet, och dess relation till biologiskt kön, har sedan mitten av 1900-talet studerats alltmer, bland annat inom den framväxande genusvetenskapen. Begreppet används ofta i relation till hur könsroller utvecklas och vidmakthålls.

## Definition
Genus/socialt kön är baserat på normer och omvärldens förväntningar kring vad som anses vara manligt och kvinnligt. Baserat på kön finns en förutfattad mening kring beteende och vilka intressen och val som fattas, anser många. Helena Josefson menar att genus/socialt kön konstrueras kring de normer som man växer upp med och därmed formar ens beteende beroende på ens könstillhörighet.
Könsuttryck är en del av genus, som även omfattar fritidsintressen, vilken roll en individ tar i grupper och olika sammanhang, samt förväntningar utifrån kön. Socialt kön kan även handla om hur andra uppfattar en som person, beroende på hur ens kön uttrycks genom kläder och kroppsspråk.

## Historik

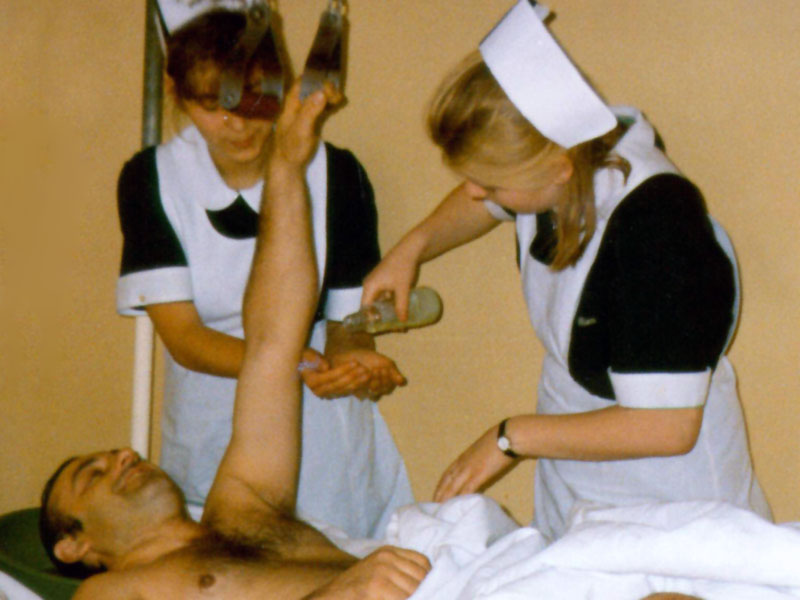
Kvinnodominerat inom sjuksköterskeyrket sedan 1900-talet.

Termen är vanlig inom genusvetenskapen. Där utgår begreppet vanligen ifrån ett existentialistiskt synsätt, där Simone de Beauvoir troligtvis lade den viktigaste grundstenen med boken Det andra könet som publicerades 1949. Termen växte fram från 1975 genom sexologen John Money, feministen Gayle Rubin och teoretikern Judith Butler, där skillnaden mellan biologiskt kön och socialt konstruerat kön ifrågasattes.

### Kön som social konstruktion
Från 1900-talet har man i bland annat genusforskning och queerteori försökt avskilja aspekter av människans kön som inte har biologiska orsaker. Med upprinnelse i feminismen menar man att mycket av det som ses som medfödda eller oföränderliga egenskaper som beror på om barnet fötts med manliga eller kvinnliga könsorgan i själva verket är ett resultat av social och kulturell påverkan.
Helena Josefson menar att denna påverkan börjar i väldigt tidig ålder, redan små bebisar behandlas olika utifrån sitt kön. Denna kulturella påverkan fortsätter enligt Josefson i förskolan där killar och tjejer behandlas olika, t.ex. förväntas flickor vara duktiga och ta ansvar medan pojkar får klara sig på egen hand. Även läroböcker i skolan är enligt henne väldigt könsstereotypa. Samma sak, menar Josefon, gäller filmer och datorspel där män framställs ofta som tuffa medan tjejer porträtteras som de som ska anpassa sig till mannens behov.
Genusforskare anser ofta att det som förstås med kön omfattar biologiskt men framförallt även socialt kön. I vissa fall talar man även om en tredje faktor, könsidentitet, som ett slags mentalt kön om hur man vill att andra ska uppfatta en. Inom queerrörelsen motsätter sig vissa synen på det biologiska könet som något essentiellt och något annat än en social konstruktion, se Judith Butler. Samtidigt finns annan forskning som menar att kön främst bör förstås som resultatet av biologiska faktorer.
En annan viktig aspekt inom genusforskningen är frågan hur manliga och kvinnliga egenskaper värderas. Hilde Corneliusson menar att de kvinnliga egenskaperna ses som ett slags komplement till de manliga, och värderas därmed lägre. Mäns tekniska färdigheter ses som kultur, uppnådda och erövrade förmågor. Kvinnors sociala egenskaper anses dock vara medfödda och av naturen förvärvade. Yvonne Hirdman anser att mäns yrken och produkter bedöms vara mer värda än kvinnors. Detta menar hon beror på att männen är normen i samhället som kvinnor ska förhålla sig till. Det blir synligt bland tekniken som berör det offentliga rummet. Kvinnor däremot ses som ett undantag från den offentliga sfären, de hålls främst inom den privata sfären. Även i butiker är det tydligt hur det finns en 'for-her'-sektion medan resterande är för 'folk'. Krockdockor började exempelvis utvecklas för gravida kvinnor först på 1990-talet eftersom man innan dess hade använt sig av en manlig normativ mall.

### Könsidentitet
Med könsidentitet avses vanligen kärnan i personens psykologiska och självupplevda kön, sett ur ett psykologiskt, medicinskt och identitetspolitiskt avseende. De möjliga könsidentiteterna en person kan ha anses vara: manlig, kvinnlig, både manlig och kvinnlig, mittemellan (ickebinär) eller varken manlig eller kvinnlig.

### Det nutida forskningsläget
Huruvida egenskaper som uppfattas som manliga respektive kvinnliga är resultat av social påverkan eller biologiskt medfödda faktorer är en omdebatterad fråga. Det finns forskning som stödjer båda teserna. Inom queerteori debatteras också hur en biologisk syn på kön resulterar i att homo- och bisexuella personer, såväl som transpersoner, uppfattas som avvikare och därmed förtrycks.
Att biologiska skillnader mellan män och kvinnor skulle förklara beteendeskillnader mellan män och kvinnor avfärdas av genusforskare. Även sociologen Anthony Giddens menar att "hundra års forskning" inte har kunnat bevisa att biologiska skillnader skulle spela en avgörande roll för skillnader i mäns och kvinnors beteende. Redan vid ung ålder syns en skillnad i vad flickor och pojkar uppmuntras att vara intresserade av och leka med. Skillnaden är att leksaker som riktas mot flickor, exempelvis dockor, prinsesskläder och köksredskap uppmanar flickor att vara omhändertagande och söta. Däremot är de leksaker som marknadsförs för pojkar utmanande, produktiva och tekniska, till exempel verktygslådor och modellflygplan. Från barndomen tas även designen till leksaker upp tydligt när man designar typiskt 'manliga' saker. Man ser till exempel att borrmaskiner har dominanta färger och ser mer komplexa ut. Hilde Corneliusson skriver att denna skillnad syns även i vuxen ålder och inom exempelvis IT-branschen där kvinnor anses besitta en social kompetens och att män anses ha den faktiska tekniska kompetensen. I boken Kultur och erfarenhet skriver författarna att det framförallt inom yrken som domineras av ett kön är tydligt att egenskaper kopplas till det specifika könet.

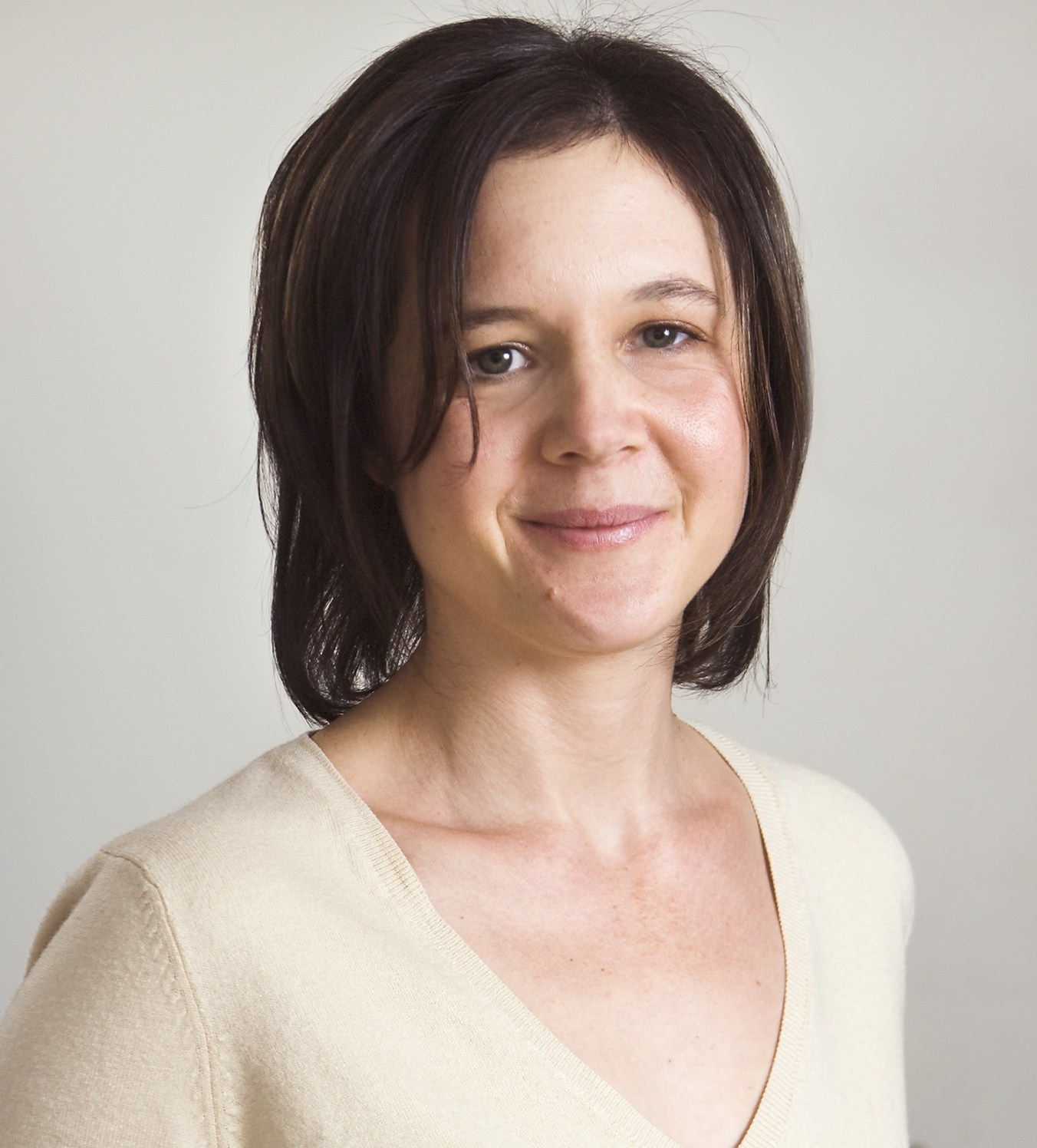
Cordelia Fine, 2010.

Cordelia Fine skriver i boken Testosteron Rex att de biologiska skillnader inte på något avgörande sätt påverkar skillnaden mellan mäns och kvinnors beteende. Enligt henne är det avgörande i vilket sammanhang både pojkar och flickor växer upp och pekar på att medlemmar i båda könen kan få en mängd olika roller tilldelade och att "alla roller är möjliga". Hon pekar dessutom på att det evolutionärt sett är en fördel om könet är flexibelt och anser att det säger emot tanken om biologiskt fasta roller. Fine menar att män och kvinnor ofta beter sig "mer eller mindre likadant" och hänvisar till ett komplext samspel av olika sociala och kulturella faktorer som formar vårt beteende. Dessa faktorer kan enligt Fine påverka biologiska faktorer så som testosteronnivån. Vidare påpekar hon att människan genom sin sociala förmåga internaliserar omgivningens normer och förväntningar och därmed även "ärver en uppsättning genuskonstruktioner" som uttrycks genom bl.a. vilka kläder vi har på oss, vilket språk vi använder eller vilka leksaker vi leker med. Enligt Fine uppvisar barn upp till två års ålder inga könskodade preferenser när det gäller leksaker, dessa blir först synliga "vid omkring två till tre års ålder".
Det finns dock forskning som verkar tyda på att det finns vissa grundläggande biologiska skillnader mellan män och kvinnor som även spelar roll för respektive köns beteende. I boken Han, hon och hjärnan beskriver hjärnforskaren, läkaren och psykiatrikern Markus Heilig en studie där man kollade pojkars och flickors talang i matematik genom ett test där pojkar fjorton gånger så ofta uppvisade en särskild begåvning för matematik. Genom att uppmuntra ett större matematiskt intresse hos flickor kunde man sänka kvoten till 5:1. Heilig drar slutsatsen att det finns grundläggande biologiska könsskillnader när det gäller talang för matematik. Han tillstår att man kan minska gapet mellan pojkar och flickor genom social påverkan, men menar att gapet inte kommer att försvinna helt.

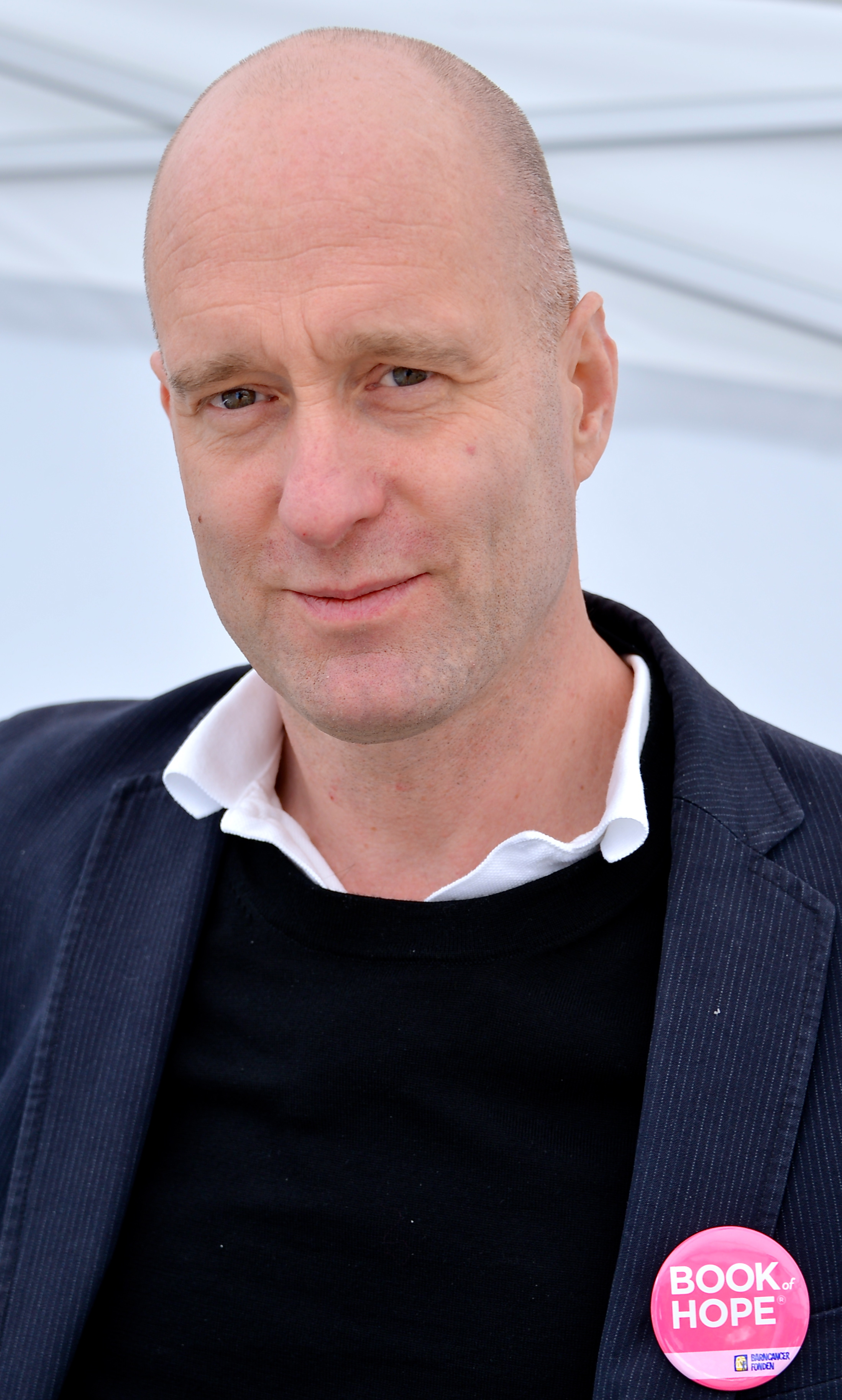
David Eberhard, 2013.

Det finns även forskning som verkar visa att mäns och kvinnors hjärnor fungerar på olika sätt. Raquel Gur (verksam vid University of Pennsylvania) och hennes forskarteam kartlade hjärnor av knappt tusen kvinnliga och manliga barn, ungdomar och vuxna. Resultatet visade tydliga skillnader i mäns och kvinnors hjärnor. Medan manliga hjärnor i regel har kopplingar i var sin hjärnhalva så uppvisar kvinnliga hjärnor fler kopplingar mellan hjärnhalvorna. Enligt Heilig blir konsekvenserna av detta att den "manliga hjärnan" är bättre på att exempelvis bedöma avstånd och styra musklerna. Den "kvinnliga hjärnan" är däremot bättre på att kombinera informationsbearbetning (vänstra hjärnhalva) med intuition (högra hjärnhalva), dvs. att den kvinnliga hjärnan är bättre på att koppla ihop olika funktioner med varandra. Enligt Heilig ger kvinnor detta en fördel i sociala sammanhang eftersom sociala situationer är mer komplexa och kräver att olika färdigheter kombineras med varandra. En annan förklaring till att kvinnor klarar sig bättre i sociala sammanhang kan vara att talcentrumet i hjärnan (Brocas område) är mer aktiv hos kvinnor än hos män.
Även läkaren och psykiatrikern David Eberhard menar att biologin är en viktig förklaring till varför män och kvinnor beter sig olika. Eberhard citerar psykologen Stuart Ritchie som hänvisar till en metaanalys som visar att hanar, särskilt bland däggdjur, nästan alltid har en större reproduktionsvarians, dvs. att hanarna är mer promiskuösa än honorna. Vidare argumenterar Eberhard att män och kvinnor i mer jämställda länder gör mer olika yrkesval. Detta gäller även Sverige som trots sin höga grad av jämställdhet har en relativt liten andel kvinnor som läser matematiska eller tekniska ämnen på universitetet. Detta fenomen, som kallas för Jämställdhetsparadoxen, beror enligt psykologiprofessorn Annika Herlitz och hjärnforskaren, läkaren och psykiatrikern Markus Heilig på biologiska skillnader mellan män och kvinnor.
När det kommer till personlighetsdrag så menar läkaren och psykiatrikern David Eberhard att man utifrån "Femfaktorteorin" ("The Big Five Theory") kan se att personlighetsdrag som neuroticism (stark oro), öppenhet och vänlighet är vanligare hos kvinnor än hos män. Att dessa personlighetsdrag är biologiskt betingade förklarar Eberhard med studier genomförda av psykologiprofessorn Simon Baron-Cohen som visar att pojkar och flickor redan några dagar efter födseln visar olika intressen. Barnpsykiatern Trond Diseth drar en liknande slutsats utifrån ett test han har utvecklat där bebisar i nio månaders ålder visar att pojkar och flickor visar olika preferenser för leksaker. Att de olika personlighetsdragen hos män och kvinnor skulle bero på social påverkan avfärdas av psykologiprofessorn Steven Pinker som hänvisar till en meta-analys av 172 studier med sammanlagt 28 000 barn som enligt honom visar att föräldrar behandlar sina barn i stort sett lika, oavsett om barnet är en pojke eller en flicka. En meta-analys från 2016 där drygt 15 000 familjer ingick drog en liknande slutsats. Pinker avfärdar även föreställningen att lärare skulle behandla pojkar och flickor olika.  Han hänvisar till en studie där 100 lärare och 1 800 elever ingick och där forskarna drog slutsatsen att lärarna baserar sina uppfattningar om eleverna på deras faktiska prestation och motivation.